# Obrona Grodna
Obrona Grodna 1939 – działania zbrojne prowadzone w dniach 20–22 września 1939 podczas agresji ZSRR na Polskę, mające doprowadzić do obrony miasta przed wkraczającymi wojskami radzieckiego 15 Korpusu Pancernego, 4 Korpusu Kawalerii i 21 Brygady Pancernej z Grupy Konno-Zmechanizowanej komkora Iwana Wasiljewicza Bołdina.

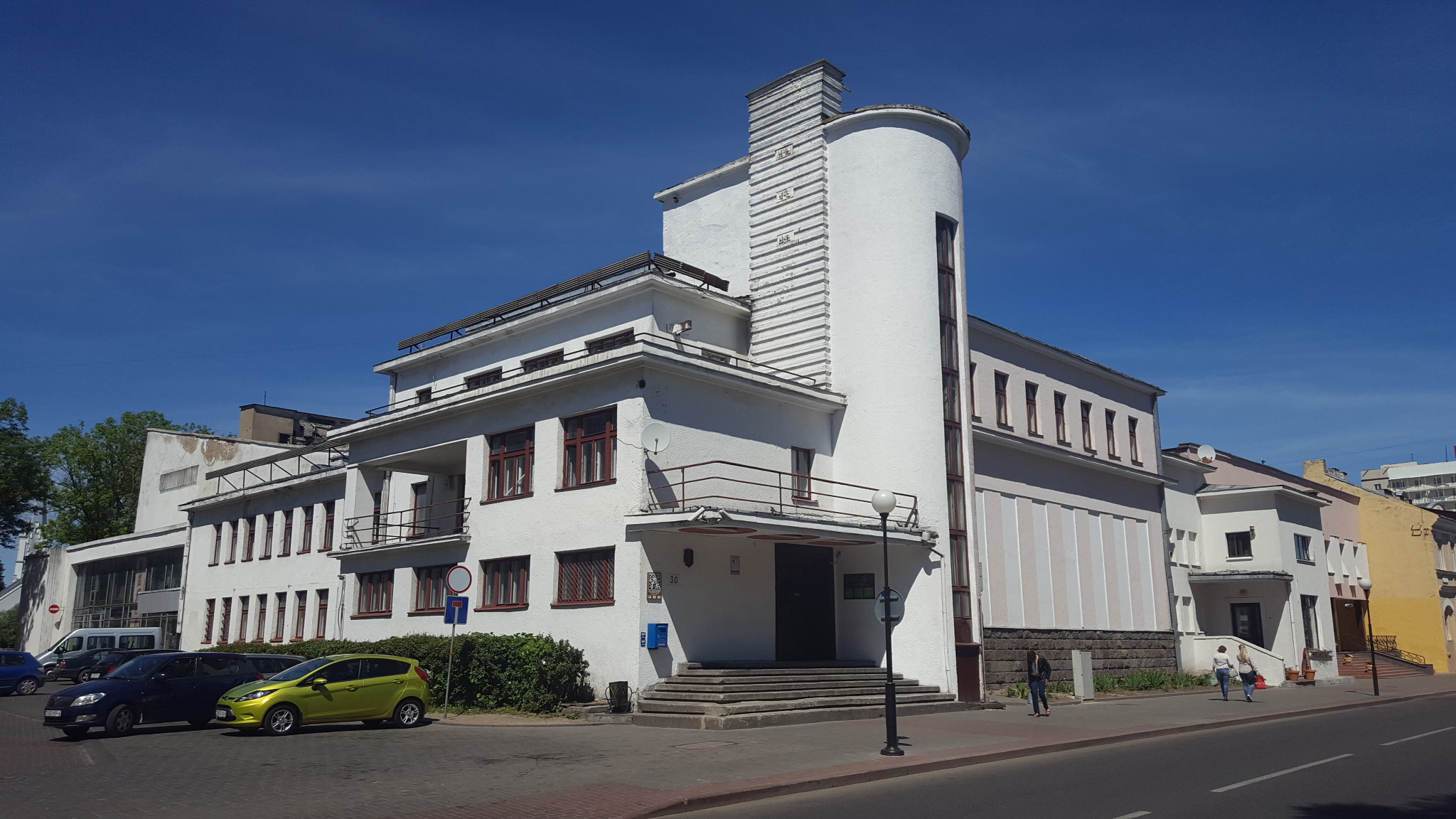
Dom Strzelca przy ul. Orzeszkowej w Grodnie

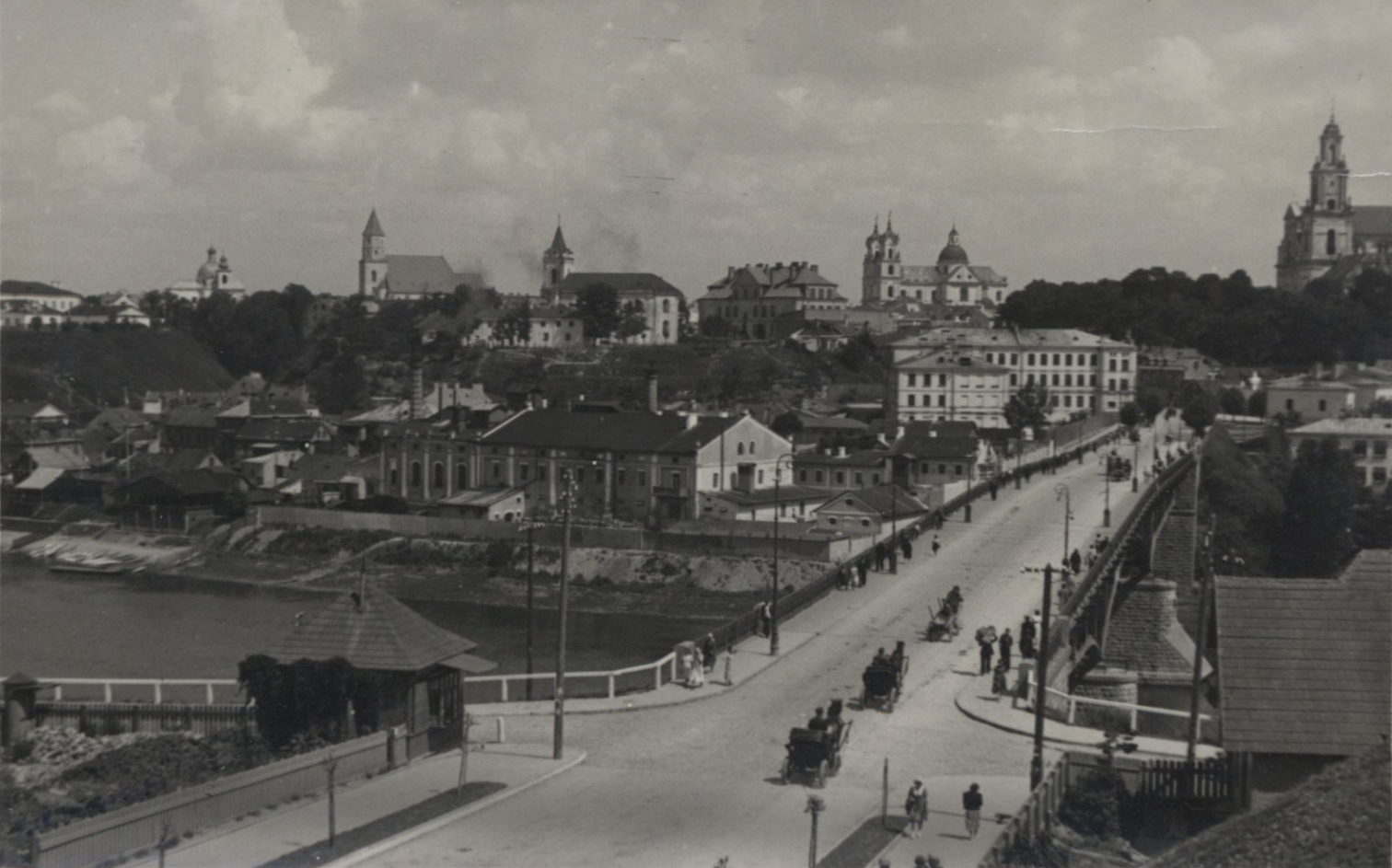
Most drogowy przez Niemen w 1938 r.

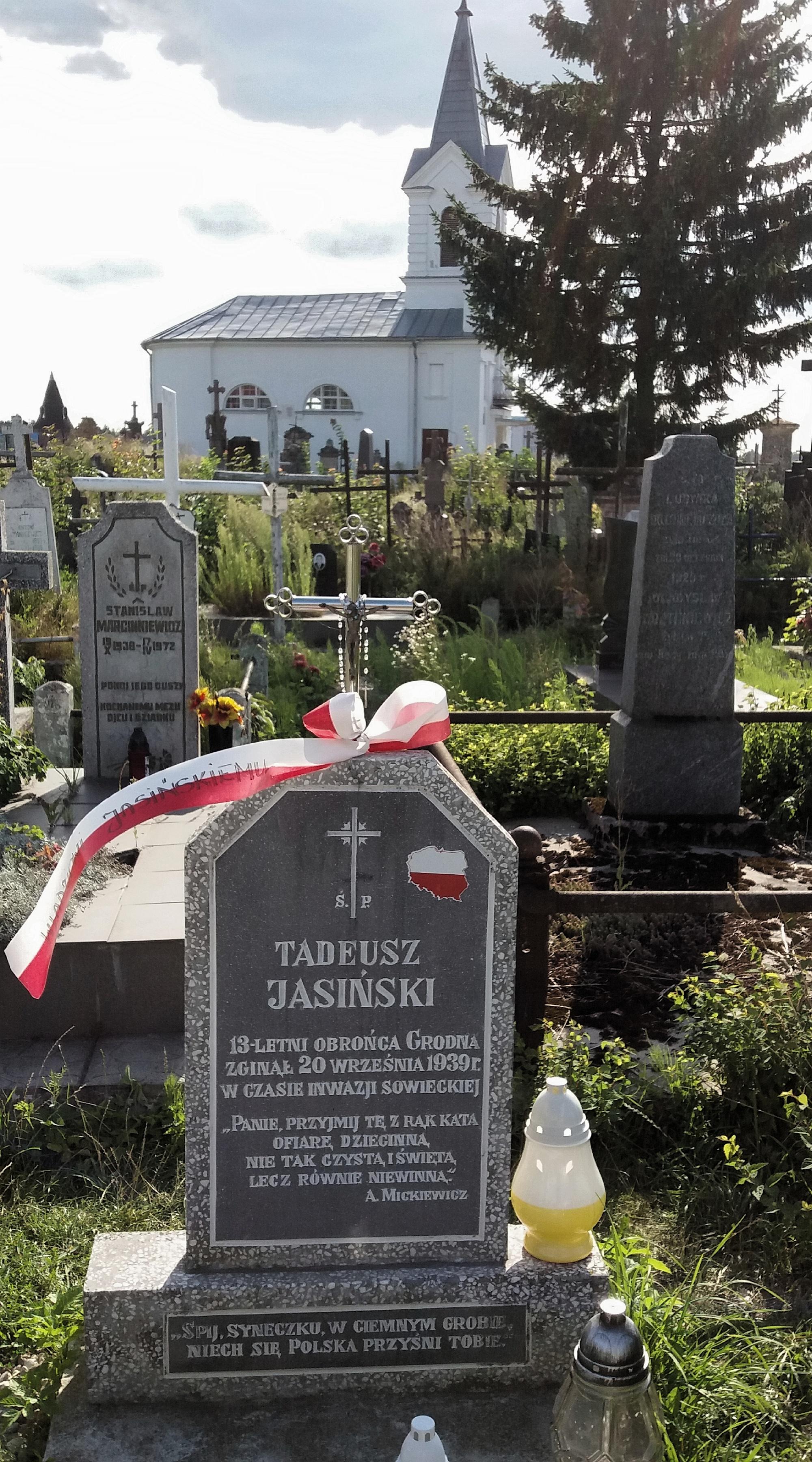
Grób Tadzia Jasińskiego na Cmentarzu Farnym

## Geneza
W dwudziestoleciu międzywojennym Grodno było jednym z najsilniejszych garnizonów Wojska Polskiego. Stacjonowały w nim między innymi dowództwa Okręgu Korpusu Nr III i 29 Dywizji Piechoty oraz dwa pułki piechoty i pułk artylerii lekkiej. Od stycznia 1938 dowódcą OK III był gen. bryg. Józef Olszyna-Wilczyński.
Rozkazy  Generalnego Inspektora Sił Zbrojnych RP z sierpnia 1939 r. przewidywały na wypadek wojny bezwzględne utrzymanie przepraw na Niemnie w okolicy Grodna. W sierpniu 1939 r., po przeprowadzeniu mobilizacji, 29 DP pod dowództwem płk. Ignacego Oziewicza skierowana została do rejonu koncentracji Armii „Prusy”. Natomiast z nadwyżek mobilizacyjnych w Grodnie została sformowana Grupa Operacyjna „Grodno” (ok. 7 tys. żołnierzy) z zadaniem ochrony miasta od zachodu i północnego zachodu. Jednakże już 10 września 1939 GO została rozwiązana, a jej najlepsze oddziały skierowano do wzmocnienia obrony Lwowa.
Do 12 września 1939 dowódcą Obszaru Warownego Grodno był płk dypl. Bohdan Hulewicz, który rozkazał przeprowadzić pewne przygotowania do obrony miasta, ale ze strony wojsk niemieckich. Jedną z jego decyzji, która miała poważne znaczenie podczas późniejszej obrony przed Armią Czerwoną, było stworzenie zapasów butelek z mieszanką zapalającą. W ich użyciu przeszkolono następnie żołnierzy, jak i ochotników. Kolejnymi dowódcami Obszaru Warownego byli: płk w stanie spoczynku Bronisław Adamowicz i płk Siedlecki, ale nie przejawiali oni chęci obrony miasta.
Grodno ucierpiało od działań wojennych już od 1 września 1939. Tego dnia miał miejsce nalot niemieckich bombowców, w wyniku którego zostały zniszczone składnica uzbrojenia i magazyny wojskowe pod Karolinem. W ten sposób utracono ok. 50% sprzętu wojskowego i amunicji. Było też wielu zabitych i rannych. Ataki były kontynuowane w następnych dniach. 17 września 1939 – na wieść o agresji sowieckiej na Polskę – doszło w mieście do dywersji komunistycznej, ale została ona szybko stłumiona. 18 września 1939 do miasta przybył z Pińska gen. J. Olszyna-Wilczyński. Nie wierzył on jednak w możliwość dłuższej obrony i dlatego rozkazał niektórym pododdziałom wycofać się w rejon Sopoćkiń i Kalet w celu osłony polskich wojsk odchodzących na Litwę. Jeszcze tego samego dnia dowódca DOK III wyjechał z Grodna, nie wyznaczając żadnego oficera odpowiedzialnego za obronę. Grodno opuścili także starosta Walicki i prezydent miasta Witold Cieński oraz niektórzy urzędnicy. Uaktywniło to w mieście ponownie miejscowych komunistów, którzy opanowali położony w centrum Grodna plac Stefana Batorego, wykorzystując rowy przeciwlotnicze jako okopy, z których ostrzeliwali zbiegające się w tym miejscu ulice wylotowe w kierunkach Białegostoku, Lidy i Wilna. Dzięki śmiałej i pomysłowej akcji plutonu alarmowego 31 batalionu wartowniczego (Polacy umieścili na wieżach okolicznych kościołów karabiny maszynowe) zagrożenie zostało zlikwidowane kosztem zaledwie 2 rannych żołnierzy.
Faktycznymi przywódcami obrony i przygotowań do niej stali się wiceprezydent miasta Roman Sawicki i komendant Rejonu Uzupełnień Grodno mjr Benedykt Serafin. Obaj podjęli decyzje wzmocnienia obrony Grodna poprzez wykopanie rowów i wybudowanie zapór przeciwczołgowych oraz przeszkolenie ochotników i służb pomocniczych. Obrona Grodna wobec szczupłości sił została rozmieszczona zasadniczo w obrębie zabudowań podmiejskich i miejskich. Wykorzystano naturalne przeszkody, jak linię rzeki Niemen, murowane budynki np. koszar, różnego rodzaju naturalne czy sztuczne wzniesienia, a nawet cmentarze.
Linia obrony Grodna wyglądała następująco: od strony miejscowości Skidel i Jeziory linię dozorowania na dalekim przedpolu zajmowały pododdziały kawalerii rtm. Ryszarda Wiszowatego; pas wzgórz ciągnących się od stacji kolejowej Kaplica poprzez wschodni skraj lasku Sekret aż do majątku Rubanówek obsadzały pododdziały rezerwowe 77, 85 i 86 pp z OZ 19 DP pod dowództwem ppłk. Izydora Blumskiego; w odwodzie, na południowym skraju lasku Sekret znajdowały się kompania piechoty i kompania Policji Państwowej; szosę na Jeziory zamykała placówka oficerska w sile plutonu; obronę linii Niemna w rejonie Zamku Królewskiego, Zespołu Szkół Zawodowych i koszar 81 pp wraz z mostem kolejowym zajmował 31 batalion wartowniczy mjr. Benedykta Serafina; koszary batalionu pancernego obsadzali junacy z Dywizyjnego Kursu Szkoły Podchorążych Rezerwy przy OZ 19 DP i pancerniacy z 32 dywizjonu pancernego pod dowództwem mjr. Szostaka, rejon placu Skidelskiego i ul. Jerozolimskiej – oddział Policji Państwowej; budynki PKO i DOK III – kompania kpt. Grzywacza; most kolejowy – oddział wartowniczy z 5 pułku lotniczego; wiadukt kolejowy nad szosą Skidelską – pluton por. Władysława Ejsmonta z kompanii kpt. Grzywacza. W pobliżu dworu Poniemuń okopały się pododdziały sformowane z nadwyżek 76 pp, a na odcinku Myśliwska Górka – Rubanówek – pododdział ppor. Iglewskiego. Odcinki dróg Hoża-Grodno i Grodno-Sopoćkinie ubezpieczał batalion KOP „Sejny” ppłk. Michała Osmoli.

## Siły obu stron

### Wojsko Polskie
W rezultacie w Grodnie w przededniu ataku Armii Czerwonej znajdowały się zaledwie dwa niepełne bataliony piechoty, uzbrojone tylko w kb i karabiny maszynowe (batalion marszowy kpt. Piotra Korzona, szykujący się do uzupełnienia 29 DP oraz 31 batalion wartowniczy mjr. Benedykta Serafina), improwizowany oddział (ok. 200 żołnierzy) ppor. rez. Antoniego Iglewskiego, część rzutu kołowego 5 pułku lotniczego z Lidy oraz różnej liczebności grupy żandarmerii wojskowej i policji. 19 września do miasta przybyły pododdziały piechoty przybyłe z Wilna, 94 bateria artylerii przeciwlotniczej z dwoma armatami Bofors kal. 40 mm i 32 dywizjon pancerny. Oprócz tych sił w Grodnie przebywali też różni oficerowie i żołnierze, którzy dotarli do miasta przypadkowo. Początkowo, do czasu przybycia gen. Wacława Przeździeckiego obroną dowodził płk Siedlecki. Już w trakcie walk obronę zasilili licznie cywilni ochotnicy, a zwłaszcza harcerze, uczniowie miejscowych szkół gimnazjalnych i zawodowych -  Orlęta Grodzieńskie oraz urzędnicy państwowi. Dzięki napływowi harcerek, dobrze zorganizowana została służba sanitarna. Większość ochotników posiadała odpowiednie przeszkolenie wojskowe w ramach Przysposobienia Wojskowego. Słabością sił polskich była mała liczba środków przeciwpancernych, wobec czego masowo były wykorzystywane butelki zapalające, zgodnie z przedwojennymi instrukcjami. Ogółem liczebność polskich sił obrony liczyła ok. 2–2,5 tys. ludzi pod bronią, nie licząc Rezerwowej Brygady Kawalerii „Wołkowysk” płk. Edwarda Heldut-Tarnasiewicza, która wzięła udział w walkach od 21 września.

## Obrona miasta

### 20 września
Nad ranem 20 września sowiecki batalion rozpoznawczy 27 Brygady Pancernej mjr. Bogdanowa (w sile 11 czołgów BT-5 lub BT-7, 1 samochodu pancernego GAZ-FAI i łazika z radiostacją) podszedł pod Grodno od południa. Brak polskiej obrony z tej strony spowodował, że Sowieci zdecydowali się zaatakować miasto przez most drogowy bez przeprowadzenia rozpoznania. Grupa została jednak na moście silnie ostrzelana przez polskich obrońców, którzy zniszczyli samochód z radiostacją. Doprowadziło to do rozproszenia się czołgów, które dalej działały pojedynczo. W rezultacie polscy żołnierze rozpoczęli polowanie na nie, niszcząc wszystkie wozy bojowe według własnych relacji bądź 4 czołgi i samochód pancerny według źródeł sowieckich. Poległo wielu obrońców miasta, m.in. ppor. Józef Musiał, dowódca baterii artylerii przeciwlotniczej. Stracono też jedno działko plot., którym strzelano do czołgów. W trakcie tej walki do Grodna od strony południowo-wschodniej dotarł 2 bcz z 27 BPanc w składzie 20 czołgów pod dowództwem mjr. Ilusa Połukarowa. Do niego wycofał resztę swoich wozów bojowych mjr Bogdanow. Powzięto decyzję o zaatakowaniu południowej części miasta, a jeden pluton (5 czołgów) miał rozpoznać północną część Grodna i most drogowy przez Niemen. Wkrótce przybył także 1 batalion czołgów, który natychmiast przyłączył się do natarcia. W sumie dawało to ponad 65 wozów bojowych. Niezależnie od tego ataku poszczególne grupy czołgów usiłowały dostać się do miasta przez most drogowy, aby go wesprzeć. Późnym popołudniem strona sowiecka podciągnęła piechotę i artylerię, która rozpoczęła ostrzał miasta, powodując duże straty wśród wojska i taborów, co było wynikiem przekazywania jej odpowiednich informacji przez miejscowych komunistów drogą telefoniczną. Natomiast piechurzy zajęli pozycje w budynkach po lewej stronie rzeki i prowadzili ogień z broni maszynowej w kierunku polskich okopów. Pod osłoną ognia artyleryjskiego i karabinów maszynowych wieczorem przeprawiły się przez rzekę dwa bataliony ze składu 119 pułku strzeleckiego, lądując w Poniemuniu i Drucku pod Grodnem z wykorzystaniem głębokich jarów prowadzących od rzeki w stronę tych miejscowości. Przeszły one przez tereny cmentarzy prawosławnego i katolickiego, mając za przewodników miejscowych komunistów i dokonując tylko niewielkich wypadów rozpoznawczych. Do obrony tamtego kierunku został skierowany pluton pchor. B. Chlebowicza, wzmocniony w nocy kilkunastoosobową grupą ochotników pod dowództwem pchor. Henryka Nosala. Późnym wieczorem Sowieci zaatakowali cmentarze, wypierając ze znacznymi stratami polskich obrońców, co oznaczało bezpośrednie zagrożenie dla mostu kolejowego.
Pierwszy dzień obrony Grodna zapisał się pozytywnie dla strony polskiej, która – pomimo braku broni przeciwpancernej, jednolitego dowództwa i dużej improwizacji obrony – utrzymała większość pozycji obronnych, a nawet zmusiła niektóre jednostki sowieckie do odwrotu. Natomiast Sowieci na razie zajęli tylko pozycje wyjściowe do generalnego natarcia na miasto, ponosząc pewne straty w ludziach i sprzęcie (15 zabitych i 11 rannych żołnierzy, 3 czołgi, samochód pancerny i samochód z radiostacją zniszczone, a 6 czołgów uszkodzonych).

### Noc 20/21 września
W nocy trwał sowiecki ostrzał artyleryjski, a obie strony dokonywały wypadów przez rzekę. Słabe pododdziały piechoty nieprzyjacielskiej sforsowały Niemen powyżej Grodna, ale zostały odrzucone przez polskich żołnierzy. Z drugiej strony Polacy przeprawili się na zachodnie przedmieście Folusz, gdzie zlikwidowali sowieckie placówki. Podobnych wypadów było więcej. Polską obronę wzmocniły 101 Rezerwowy pułk ułanów, 102 Rezerwowy pułk ułanów i 103 Rezerwowy pułk szwoleżerów. Szwadron 102 puł. rozbił nieprzyjacielską placówkę przy moście drogowym. Z pułkami przybył także gen. bryg. w stanie spoczynku Wacław Przeździecki, który przejął dowództwo obrony miasta od płk Siedleckiego i ogłosił, że zgodnie z rozkazami Naczelnego Wodza należy przygotować się do ewakuacji na Litwę. Większość obrońców nie chciała przyjąć do wiadomości tej decyzji. Grodno postanowiło opuścić ok. 1 tys. osób, głównie urzędników wraz z rodzinami. Tymczasem bataliony ppłk. Blumskiego cofnęły się na skraj miasta, zagęszczając obronę na kierunkach wschodnim i południowo-wschodnim. Tymczasem od tej strony do ataku szykowały się siły sowieckiego 119 pułku strzeleckiego. Nad ranem przybyły dodatkowo batalion piechoty zmotoryzowanej z 20 BZmot i drugi batalion z 27 BPanc. Dowództwo sowieckie na następny dzień postanowiło przyjąć nową taktykę walki. W pełni sprawnych 80 czołgów i 15 samochodów pancernych 27 BPanc zostało przydzielonych pododdziałami do poszczególnych batalionów i kompanii strzeleckich z wyznaczeniem każdej grupie pancernej konkretnych zadań. Sowieci przygotowywali się do koncentrycznego natarcia od południowego zachodu, południa i południowego wschodu w kierunku centrum miasta. Natomiast miasto od stron północnej i wschodniej nie było blokowane, co dawało możliwość odwrotu polskich wojsk.

### 21 września
O świcie, po przygotowaniu artyleryjskim, I i II batalion ze 119 pułku strzeleckiego ruszyły do natarcia na polskie pozycje zajmowane przez bataliony ppłk. Blumskiego. Po początkowych sukcesach kontratakowały dwie polskie kompanie, przenikając na tyły wojsk sowieckich. Przed pogromem nieprzyjacielskich batalionów, a także dowództwa 119 pstrz., uchroniło Sowietów przybycie od wschodu grupy zmechanizowanej z 16 Korpusu Strzeleckiego, która przesądziła o wyniku walki. Zdziesiątkowane polskie oddziały były zmuszone wycofać się na swoje pozycje. Natomiast III batalion z 119 pułku strzeleckiego atakował wzdłuż lewego brzegu Niemna, dostając się pod silny ogień polskich batalionów mjr. B. Serafina i kpt. P. Korzona oraz kompanii por. Tadzika. Od klęski uratowały go z kolei czołgi 27 BPanc. Do walki przyłączył się także sowiecki batalion z 101 pułku strzeleckiego podwieziony do miasta samochodami. W godzinach przedpołudniowych sowieckie natarcie wzmocniła grupa zmechanizowana z VI Korpusu Kawalerii komdiwa Andrieja Jeriomienki w sile 28 i 31 pułków czołgów oraz dwóch plutonów przeciwlotniczych karabinów maszynowych, atakując przez mosty w kierunku fabryki tytoniu. Za każdym razem była ona jednak odpierana przez polskich obrońców (komdiw Jeriomienko został ranny). O wiele większe sukcesy odniosły natomiast siły nieprzyjaciela, które nacierały od południa i południowego wschodu, co było decydujące w przełamaniu obrony Grodna. III batalion z 119 pułku strzeleckiego wzmocniony czołgami 27 BPanc. wyszedł na linię: fabryka tytoniu-linia kolejowa; II batalion zdobył koszary 29 pułku artylerii lekkiej, a następnie pocztę, elektrownię i skład benzyny. Po południu Sowieci dotarli do centrum miasta, gdzie doszło do ciężkich walk. Powtórzyła się po części sytuacja z poprzedniego dnia, kiedy polscy obrońcy walczyli z poszczególnymi czołgami. Było kilka przypadków wykorzystania jako osłony cywilów przez czołgistów. W co najmniej jednym wypadku do pancerza czołgu zostało przywiązane 13-letnie dziecko (Tadek Jasiński, który próbował wcześniej zaatakować czołg butelką zapalającą). Do późnego wieczoru w mieście przetrwało tylko kilka odizolowanych punktów oporu. Były to Zamek Królewski, zespół szkół zawodowych i budynki koszar 81 pp. Część obrońców wyrwała się z Grodna na zewnątrz w kierunku Litwy, inni przebrali się w cywilne ubrania i wymieszali z mieszkańcami miasta.

### Noc 21/22 września
W nocy komdiw Pietrow wycofał z miasta wszystkie wozy bojowe w związku z brakiem paliwa, gdyż byłyby łatwym celem dla polskich żołnierzy. Piechota pozostawała na swoich stanowiskach, gdyż obawiano się nocnego ataku. W rezultacie duża część polskich obrońców uszła z miasta. Natomiast sowieckie dowództwo planowało na następny dzień ogólne natarcie wszystkimi siłami i środkami.

### 22 września
Nad ranem z Grodna wydostali się dwaj faktyczni przywódcy polskiej obrony, czyli wiceprezydent R. Sawicki i mjr B. Serafin wraz z ostatnią częścią obrońców. Do południa do miasta weszły wszystkie sowieckie jednostki, które zebrały się na przedmieściu, a więc: 15 Korpus Pancerny, 4 Dywizja Kawalerii, 101 i 119 pułki strzeleckie, grupa zmechanizowana 16 Korpusu Strzeleckiego. Doszło jeszcze do drobnych walk z resztkami obrońców, w których 7 żołnierzy sowieckich zostało rannych. Według źródeł sowieckich do niewoli wzięto ok. 1 tys. jeńców, a duża część obrońców została rozjechana czołgami na wschodzie miasta.
Straty sowieckie były oficjalnie raportowane w wysokości 53 zabitych i 161 rannych. Według oficjalnych danych 15. i 16. Korpusu Pancernego, zniszczono lub uszkodzono 19 czołgów i trzy samochody pancerne (w tym pięć czołgów i jeden samochód pancerny zniszczone). Również gen. Przeździecki szacował straty przeciwnika na około 20 czołgów. Ustalone są okoliczności unieszkodliwienia przynajmniej 11 czołgów i trzech samochodów pancernych, przy czym większości przy użyciu butelek z benzyną wywołujących pożar, co może świadczyć o tym, że strat bezpowrotnych było więcej. Skuteczne w walce z czołgami były też dwie posiadane armaty przeciwlotnicze kalibru 40 mm. Zniszczono także samochód GAZ-AA z radiostacją. Straty polskie są trudne do określenia, ponieważ Sowieci dokonywali wielu mordów zbiorowych.

### Mordy na obrońcach miasta
Większość wziętych do niewoli polskich oficerów była rozstrzeliwana na miejscu. Zabijana była także ludność cywilna, głównie na położonych na wschód od ogrodu zoologicznego Psiej Górce, w lasku zwanym „Sekret” i „Krzyżówce”. Na Psiej Górce rozstrzelano około 20 uczniów broniących Domu Strzelca. W lasku koło Poniemunia rozstrzelano podchorążych, prawdopodobnie z 77 pułku piechoty w Lidzie oraz gimnazjalistów. Na podwórku przy ulicy Sobieskiego 3 rozstrzelano czterech polskich żołnierzy. Rozstrzeliwano także w ogrodach przy ulicach Pohulanka i Przymiejskiej (około 30 żołnierzy), pod murem klasztoru franciszkanów, a lekarzy oficerów przed szpitalem wojskowym. Mordów na uczniach dokonywano także na górce Brzezina koło Pyszek pod Grodnem. Szacuje się, że po bitwie zamordowano ok. 300 obrońców i cywilów.
W dniach 5-8 września 1993 roku koło dawnego majątku Druck przeprowadzono prace ekshumacyjne na zlecenie Rady Ochrony Pamięci Walk i Męczeństwa, podczas których wydobyto szczątki 84 osób mających przy sobie przedmioty będące na wyposażeniu polskich żołnierzy, a w kolejnych dniach wydobyto jeszcze szczątki 11 osób.
Groby obrońców Grodna znajdują się m.in. na cmentarzach w dzielnicach Małyszczyzna, Kulbaki i Grandzicze.
Naczelny Wódz gen. Władysław Sikorski, podczas inspekcji 6 Dywizji Piechoty w ZSRR w grudniu 1941 r., w rozmowie z ocalałymi obrońcami Grodna powiedział: Jesteście nowymi Orlętami. Postaram się, żeby wasze miasto otrzymało Virtuti Militari i tytuł zawsze Wiernego.

## Upamiętnienie

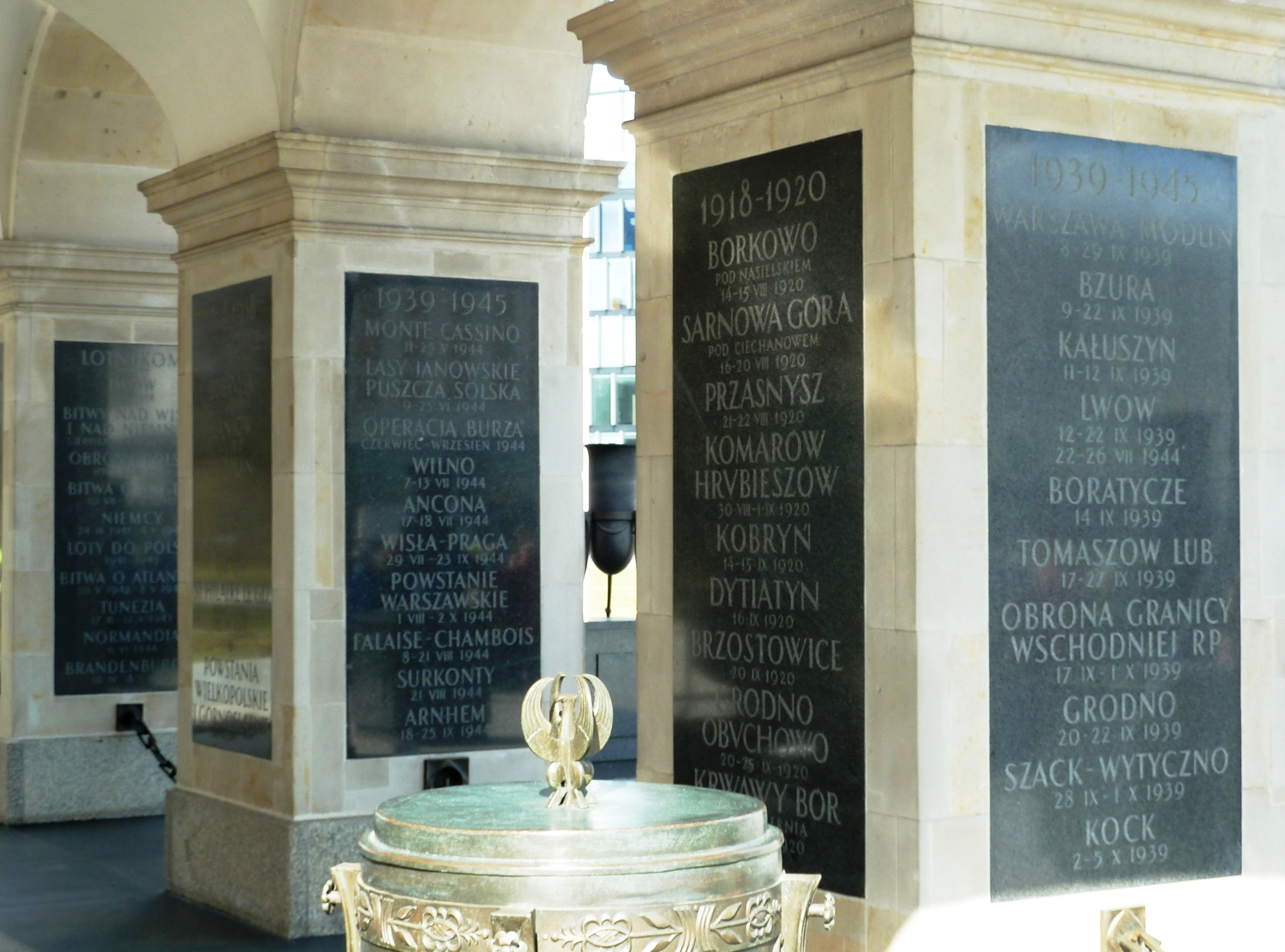
Grób Nieznanego Żołnierza

Po zmianie ustroju w 1989 r. walki polskich żołnierzy w obronie Grodna podczas II wojny światowej zostały upamiętnione na Grobie Nieznanego Żołnierza w Warszawie napisem na jednej z tablic „GRODNO 20–22 IX 1939”.
Uchwałą z 23 lutego 2015 Rada Miasta Białystok nadała nazwę Orląt Grodzieńskich ulicy na tamtejszym Nowym Mieście, upamiętniając ofiarę i patriotyzm najmłodszych mieszkańców przedwojennego Grodna.
W 2009 r. powstał film dokumentalny z udziałem jeszcze żyjących obrońców Grodna pt. „Liczył się tylko honor” w reżyserii Eugeniusza Szpakowskiego. 9 września 2022 na ekrany polskich kin wszedł film wojenny Krzysztofa Łukaszewicza pt. Orlęta. Grodno ’39.

## Śledztwo IPN
Sowieci zabili ok. 300 obrońców Grodna, w tym Piotra Boguckiego, kierownika Szkoły Powszechnej nr 2.